# جادو (لیبی)
جادو (به عربی: جادو) یک منطقهٔ مسکونی در لیبی است که در استان جبل‌الغربی واقع شده‌است. جادو ۶٬۰۱۳ نفر جمعیت دارد و ۶۸۰ متر بالاتر از سطح دریا واقع شده‌است.